# Excelsior Geyser

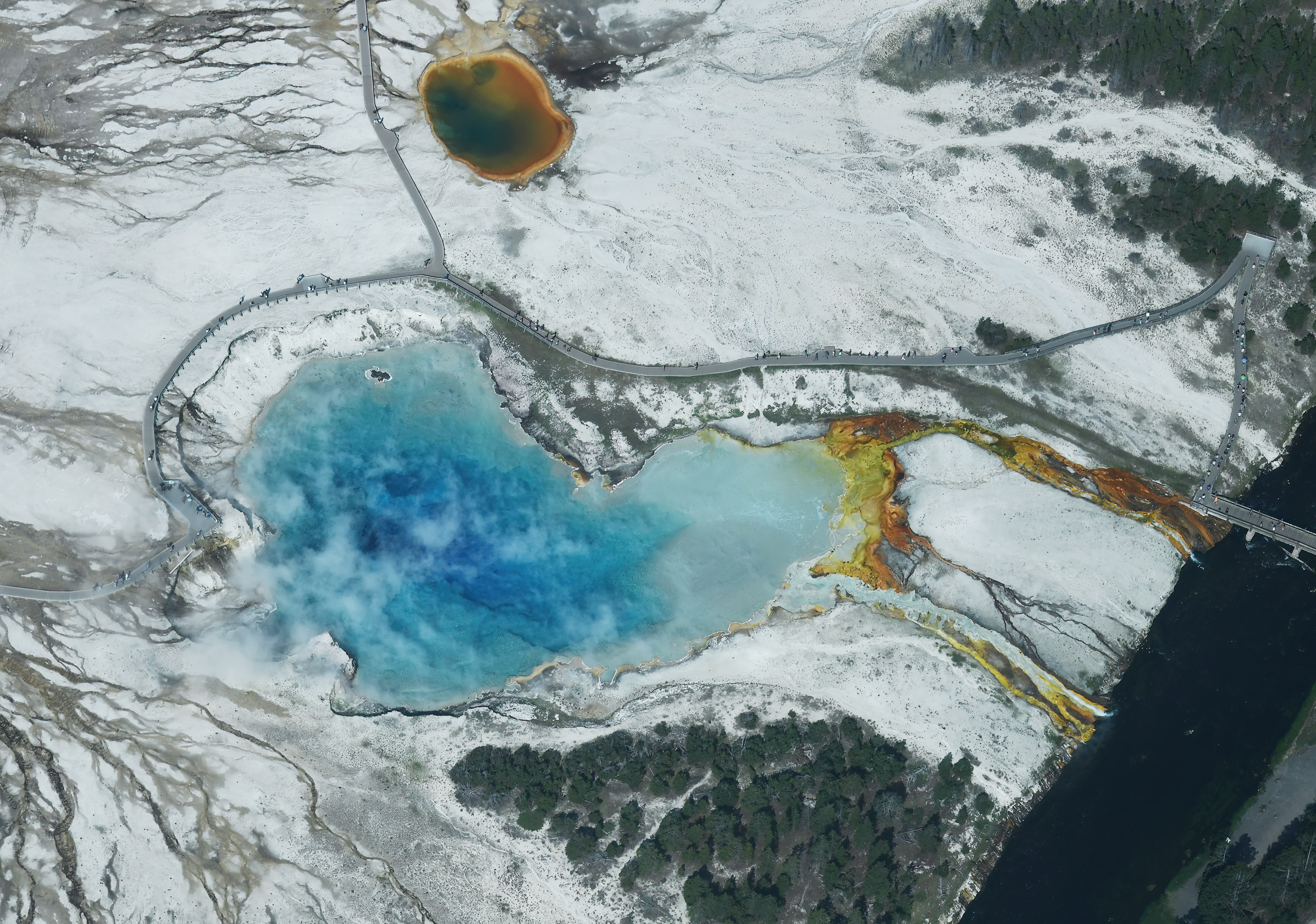
Luchtfoto van de Excelsior Geyser

De Excelsior Geyser was een geiser in het Midway Geyser Basin dat onderdeel uitmaakt van het Nationaal Park Yellowstone in de Verenigde Staten en wordt tegenwoordig aangeduid als warmwaterbron. In het verleden bereikte een eruptie van de geiser een hoogte van ruim 90 meter hoogte. Waarschijnlijk hebben de krachtige erupties de ondergrondse structuur aangetast, waardoor de geiser inactief is geworden. Wel stroomt er continu water uit de krater naar de rivier de Firehole.
In 1985 werd de geiser voor 45 uur weer actief, maar bereikten de erupties enkel een hoogte van maximaal 23 meter, al waren de meeste erupties niet hoger dan 9 meter. Sindsdien is de geiser weer inactief.